# 인천강화경찰서
인천강화경찰서 (仁川江華警察署, Incheon Ganghwa Police Station)는 인천광역시경찰청이 관할하는 경찰서 중 하나이다. 인천광역시 강화군 일대를 관할한다. 인천광역시 강화군 강화읍 동문안길 17에 위치하고 있다.
서장은 총경으로 보한다.

## 연혁
- 1910년 5월 4일: 강화경찰서 설치[3]
- 1995년 3월 1일: 인천지방경찰청으로 이관, 인천강화경찰서로 변경

## 조직
| - 청문감사관 - 경무과 | - 생활안전교통과 - 수사과 | - 정보보안과 |

## 관할 파출소 및 지구대
인천강화경찰서는 11개의 파출소를 산하에 두고 있다.
| 명칭       | 사진 | 주소                     | 관할구역 | 치안센터 |
| ---------- | ---- | ------------------------ | -------- | -------- |
| 송해파출소 |      | 송해면 강화대로 691      | 송해면   |          |
| 길상파출소 |      | 길상면 온수길36번길 7    | 길상면   |          |
| 불은파출소 |      | 불은면 강화동로 558      | 불은면   |          |
| 화도파출소 |      | 화도면 마니산로 732      | 화도면   |          |
| 양도파출소 |      | 양도면 강화남로 722      | 양도면   |          |
| 내가파출소 |      | 내가면 강화서로 243      | 내가면   |          |
| 하점파출소 |      | 하점면 강화대로 1186     | 하점면   |          |
| 양사파출소 |      | 양사면 전망대로 1373     | 양사면   |          |
| 심도파출소 |      | 강화읍 관청길23번길 6-5  | 강화읍   |          |
| 선원파출소 |      | 선원면 대문고개로 4      | 선원면   |          |
| 삼산파출소 |      | 삼산면 삼산북로 465      | 삼산면   |          |
| 교동파출소 |      | 교동면 대룡안길54번길 14 | 교동면   |          |
| 서도파출소 |      | 서도면 주문도길 58       | 서도면   |          |

## 사건 사고
- 2013년 3월 1일 바다로 뛰어들어 자살을 하려던 사람을 구조하려던 경찰관 1명이 순직하였다. 해당 경찰관은 시신을 찾지 못해 같은해 4월 18일 시신 없이 장례식을 치렀다.[5]

## 같이 보기
- 인천광역시지방경찰청